# Großer Preis von San Marino 1999
Der Große Preis von San Marino 1999 (offiziell XIX Gran Premio Warsteiner di San Marino) fand am 2. Mai auf dem Autodromo Enzo e Dino Ferrari in Imola statt und war das dritte Rennen der Formel-1-Weltmeisterschaft 1999.

## Bericht

### Hintergrund
Nach dem Großen Preis von Brasilien führte Eddie Irvine in der Fahrerwertung mit zwei Punkten vor Mika Häkkinen und Heinz-Harald Frentzen. In der Konstrukteurswertung führte Ferrari mit acht Punkten vor McLaren-Mercedes und Jordan-Mugen-Honda.
Bei dem Rennen wurden neue Flaggen mit phosphoreszierendes Material verwendet, welche die Flaggen für die Piloten deutlicher erkennbar machen sollten.
Das Rennen in San Marino war das zehnte Rennen für den Motorenhersteller Supertec und das 100. Rennen für den Sauber-Rennstall.
Vor dem Rennwochenende gab es zwei Fahrwechsel: Ricardo Zonta, welcher sich beim vorherigen Rennwochenende schwer am Fuß verletzt hatte, wurde durch Mika Salo ersetzt. Luca Badoer kehrte für Stéphane Sarrazin bei Minardi zurück.
Dieses Rennen war für Badoer die 35. Rennteilnahme ohne einen Weltmeisterschaftspunkt zu erzielen. Er brach damit den bisher bestehenden Rekord von Brett Lunger.
Mit Damon Hill (zweimal), David Coulthard, Frentzen und Michael Schumacher (jeweils einmal) traten vier ehemalige Sieger zu diesem Grand Prix an.

### Training

#### Freitagstraining
Wie in den beiden vorherigen Rennwochenenden belegten die McLaren mit Häkkinen vor Coulthard die ersten beiden Plätze. Häkkinen erzielte mit 1:28,467 Minuten die Bestzeit, rund eine halbe Sekunde dahinter folgte Irvine auf dem dritten Platz, während Michael Schumacher auf dem fünften Platz liegend schon eine Sekunde Rückstand aufwies. Alle Fahrer lagen innerhalb von fünf Sekunden platziert, der Letzte Marc Gené lag zwei Sekunden vor dem Vorletzten Toranosuke Takagi zurück.

#### Samstagstraining
Diesmal holte sich Coulthard mit einer Zeit von 1:26,509 Minuten die schnellste Trainingszeit vor Häkkinen, Michael Schumacher und Irvine. Gené konnte sich verbessern und lag am Ende auf dem vorletzten Platz, eine Sekunde vor seinem Teamkollegen und dem Letztplatzierten Badoer. Alle Fahrer lagen innerhalb von fünf Sekunden platziert.

### Qualifying
Zum dritten Mal in Folge belegte McLaren die erste Startreihe, Häkkinen schlug mit einer Zeit von 1:26,362 Minuten Coulthard um knapp zwei Hundertstel. Dahinter folgten die Ferrari mit Michael Schumacher, welcher sich um rund 17 Hundertstel geschlagen geben musste und Irvine. Beide Benetton hatten während des Qualifyings Probleme und konnten nur den 16. und 17. Platz, mit Giancarlo Fisichella um 15 Tausendstel vor Alexander Wurz, erreichen. Alle Fahrer waren innerhalb von viereinhalb Sekunden platziert.

### Warm-Up
Das Warm-Up zum Rennen war die erste offizielle Sitzung in der Formel-1-Saison 1999, wo McLaren nicht die ersten beiden Plätze belegte. Coulthard holte sich mit 1:28,642 Minuten die schnellste Zeit vor Irvine, Häkkinen und Michael Schumacher. Alle Fahrer lagen innerhalb von vier Sekunden platziert.

### Rennen
Häkkinen fuhr eine unnormal zügige Einführungsrunde, um seine Bremsen testen zu können. Erst in den letzten Kurven drosselte der Finne das Tempo stark, damit das Feld wieder zusammengeschoben wurde.
Häkkinen konnte beim Start die Führung vor Coulthard, Michael Schumacher, Irvine und Frentzen behaupten. Jacques Villeneuve blieb beim Start anfangs stehen, konnte kurzzeitig den Wagen anfahren, bis der Motor wieder ausging. Die Streckenposten schoben den BAR-Boliden in die Box, wo die Mechaniker an dem Wagen wieder arbeiten durften. Mehrere Fahrer, unter anderem Wurz, mussten im letzten Moment über das Gras vor dem stehenden Villeneuve ausweichen. Jean Alesi und Fisichella konnten beide nach dem Start vier Plätze aufholen und lagen auf den Plätzen neun und zwölf. Nach der ersten Runde führte Häkkinen vor Coulthard, Michael Schumacher, Irvine, Rubens Barrichello und Frentzen. Der Führende Häkkinen begann nun, sich vom restlichen Feld abzusetzen und laufend schnellste Rundenzeiten zu fahren.
In Runde fünf drehte sich Pedro de la Rosa in Kurve sieben und traf dabei das linke Hinterrad von Wurz, welcher daraufhin mit einer gebrochenen Hinterradaufhängung das Rennen nicht mehr fortsetzen konnte. de la Rosa musste ebenfalls in weiterer Folge aufgeben.
In Runde 17 beging Häkkinen in der letzten Kurve durch Unachtsamkeit einen Fahrfehler und beschädigte seinen Wagen irreparabel. Zu diesem Zeitpunkt hatte Häkkinen einen Vorsprung von 13 Sekunden. In Runde 31 machte Michael Schumacher seinen ersten von zwei geplanten Stopps, während Coulthard in Runde 35 zu seinem einzigen Boxenstopp kam. Coulthard fiel nach seinem Stopp hinter Michael Schumacher und ein paar überrundete Wagen zurück, welche ihn in weiterer Folge an schnellen Rundenzeiten hinderten. Diese Situation ermöglichte Michael Schumacher, selbst nach seinem zweiten Boxenstopp vor Coulthard zu bleiben und das Rennen somit zur Freude der angereisten Tifosi zu gewinnen. Barrichello als Dritter komplettiert mit einer Runde Rückstand das Podium. Hill, Fisichella und Alesi belegten die restlichen Punkteränge.
Die Siegertrophäe wurde vom san-marinesischen Tourismusminister Claudio Podeschi an Michael Schumacher überreicht, der Pokal für den siegreichen Konstrukteur Ferrari nahm der Teamchef Jean Todt entgegen.
Michael Schumacher sicherte sich zudem mit 1:28,547 Minuten die schnellste Runde.
In der Fahrerwertung übernahm Michael Schumacher die Führung vor Irvine und Häkkinen. In der Konstrukteurswertung blieben die ersten drei Positionen unverändert.

### Nach dem Rennen
Auf die Frage eines deutschen Fernsehteams, wie Häkkinens Unfall zustande kam, antwortete der Motorsportchef von McLaren-Mercedes Norbert Haug nur trocken:

„Er ist in die Boxenmauer gefahren. In der Fachsprache sagt man ‚das Talent ist ihm ausgegangen‘.“

## Meldeliste
| Team                         | Nr. | Fahrer                | Chassis        | Motor                 | Reifen |
| ---------------------------- | --- | --------------------- | -------------- | --------------------- | ------ |
| West McLaren Mercedes        | 01  | Mika Häkkinen         | McLaren MP4/14 | Mercedes-Benz 3.0 V10 | B      |
| West McLaren Mercedes        | 02  | David Coulthard       | McLaren MP4/14 | Mercedes-Benz 3.0 V10 | B      |
| Scuderia Ferrari Marlboro    | 03  | Michael Schumacher    | Ferrari F399   | Ferrari 3.0 V10       | B      |
| Scuderia Ferrari Marlboro    | 04  | Eddie Irvine          | Ferrari F399   | Ferrari 3.0 V10       | B      |
| Winfield Williams            | 05  | Alessandro Zanardi    | Williams FW21  | Supertec 3.0 V10      | B      |
| Winfield Williams            | 06  | Ralf Schumacher       | Williams FW21  | Supertec 3.0 V10      | B      |
| Benson & Hedges Jordan       | 07  | Damon Hill            | Jordan 199     | Mugen-Honda 3.0 V10   | B      |
| Benson & Hedges Jordan       | 08  | Heinz-Harald Frentzen | Jordan 199     | Mugen-Honda 3.0 V10   | B      |
| Mild Seven Benetton Playlife | 09  | Giancarlo Fisichella  | Benetton B199  | Playlife 3.0 V10      | B      |
| Mild Seven Benetton Playlife | 10  | Alexander Wurz        | Benetton B199  | Playlife 3.0 V10      | B      |
| Red Bull Sauber Petronas     | 11  | Jean Alesi            | Sauber C18     | Petronas 3.0 V10      | B      |
| Red Bull Sauber Petronas     | 12  | Pedro Diniz           | Sauber C18     | Petronas 3.0 V10      | B      |
| Arrows                       | 14  | Pedro de la Rosa      | Arrows A20     | Arrows 3.0 V10        | B      |
| Arrows                       | 15  | Toranosuke Takagi     | Arrows A20     | Arrows 3.0 V10        | B      |
| Stewart Ford                 | 16  | Rubens Barrichello    | Stewart SF3    | Ford Cosworth 3.0 V10 | B      |
| Stewart Ford                 | 17  | Johnny Herbert        | Stewart SF3    | Ford Cosworth 3.0 V10 | B      |
| Gauloises Prost Peugeot      | 18  | Olivier Panis         | Prost AP02     | Peugeot 3.0 V10       | B      |
| Gauloises Prost Peugeot      | 19  | Jarno Trulli          | Prost AP02     | Peugeot 3.0 V10       | B      |
| Fondmetal Minardi Ford       | 20  | Luca Badoer           | Minardi M01    | Ford 3.0 V10          | B      |
| Fondmetal Minardi Ford       | 21  | Marc Gené             | Minardi M01    | Ford 3.0 V10          | B      |
| British American Racing      | 22  | Jacques Villeneuve    | BAR 01         | Supertec 3.0 V10      | B      |
| British American Racing      | 23  | Mika Salo             | BAR 01         | Supertec 3.0 V10      | B      |

## Klassifikation

### Qualifying
| Pos.                                                                       | Fahrer                | Konstrukteur       | Zeit     | Start |
| -------------------------------------------------------------------------- | --------------------- | ------------------ | -------- | ----- |
| 01                                                                         | Mika Häkkinen         | McLaren-Mercedes   | 1:26,362 | 01    |
| 02                                                                         | David Coulthard       | McLaren-Mercedes   | 1:26,384 | 05    |
| 03                                                                         | Michael Schumacher    | Ferrari            | 1:26,538 | 03    |
| 04                                                                         | Eddie Irvine          | Ferrari            | 1:26,993 | 04    |
| 05                                                                         | Jacques Villeneuve    | BAR-Supertec       | 1:27,313 | 05    |
| 06                                                                         | Rubens Barrichello    | Stewart-Ford       | 1:27,409 | 06    |
| 07                                                                         | Heinz-Harald Frentzen | Jordan-Mugen-Honda | 1:27,613 | 07    |
| 08                                                                         | Damon Hill            | Jordan-Mugen-Honda | 1:27,708 | 08    |
| 09                                                                         | Ralf Schumacher       | Williams-Supertec  | 1:27,770 | 09    |
| 10                                                                         | Alessandro Zanardi    | Williams-Supertec  | 1:28,142 | 10    |
| 11                                                                         | Olivier Panis         | Prost-Peugeot      | 1:28,205 | 11    |
| 12                                                                         | Johnny Herbert        | Stewart-Ford       | 1:28,246 | 12    |
| 13                                                                         | Jean Alesi            | Sauber-Petronas    | 1:28,253 | 13    |
| 14                                                                         | Jarno Trulli          | Prost-Peugeot      | 1:28,403 | 14    |
| 15                                                                         | Pedro Diniz           | Sauber-Petronas    | 1:28,599 | 15    |
| 16                                                                         | Giancarlo Fisichella  | Benetton-Playlife  | 1:28,750 | 16    |
| 17                                                                         | Alexander Wurz        | Benetton-Playlife  | 1:28,765 | 17    |
| 18                                                                         | Pedro de la Rosa      | Arrows             | 1:29,293 | 18    |
| 19                                                                         | Mika Salo             | BAR-Supertec       | 1:29,451 | 19    |
| 20                                                                         | Toranosuke Takagi     | Arrows             | 1:29,656 | 20    |
| 21                                                                         | Marc Gené             | Minardi-Ford       | 1:30,035 | 21    |
| 22                                                                         | Luca Badoer           | Minardi-Ford       | 1:30,945 | 22    |
| 107-Prozent-Zeit: 1:32,407 min (bezogen auf die Bestzeit von 1:26,362 min) |                       |                    |          |       |

### Rennen
| Pos. | Fahrer                | Konstrukteur       | Runden | Stopps | Zeit        | Start | Schnellste Runde |
| ---- | --------------------- | ------------------ | ------ | ------ | ----------- | ----- | ---------------- |
| 01   | Michael Schumacher    | Ferrari            | 62     | 2      | 1:33:44,792 | 03    | 1:28,547 (45.)   |
| 02   | David Coulthard       | McLaren-Mercedes   | 62     | 1      | + 4,265     | 02    | 1:29,199 (52.)   |
| 03   | Rubens Barrichello    | Stewart-Ford       | 61     | 2      | + 1 Runde   | 06    | 1:30,564 (21.)   |
| 04   | Damon Hill            | Jordan-Mugen-Honda | 61     | 2      | + 1 Runde   | 08    | 1:30,140 (37.)   |
| 05   | Giancarlo Fisichella  | Benetton-Playlife  | 61     | 1      | + 1 Runde   | 16    | 1:30,977 (33.)   |
| 06   | Jean Alesi            | Sauber-Petronas    | 61     | 3      | + 1 Runde   | 13    | 1:30,442 (39.)   |
| 07   | Mika Salo             | BAR-Supertec       | 59     | 2      | + 3 Runden  | 19    | 1:31,007 (44.)   |
| 08   | Luca Badoer           | Minardi-Ford       | 59     | 2      | + 3 Runden  | 22    | 1:32,851 (35.)   |
| 09   | Marc Gené             | Minardi-Ford       | 59     | 2      | + 3 Runden  | 21    | 1:33,175 (38.)   |
| 10   | Johnny Herbert        | Stewart-Ford       | 58     | 1      | + 4 Runden  | 12    | 1:31,238 (24.)   |
| 11   | Alessandro Zanardi    | Williams-Supertec  | 58     | 2      | + 4 Runden  | 10    | 1:30,254 (55.)   |
| –    | Pedro Diniz           | Sauber-Petronas    | 49     | 3      | DNF         | 15    | 1:30,908 (24.)   |
| –    | Olivier Panis         | Prost-Peugeot      | 48     | 2      | DNF         | 11    | 1:30,081 (28.)   |
| –    | Eddie Irvine          | Ferrari            | 46     | 1      | DNF         | 04    | 1:29,726 (45.)   |
| –    | Heinz-Harald Frentzen | Jordan-Mugen-Honda | 46     | 1      | DNF         | 07    | 1:30,229 (46.)   |
| –    | Toranosuke Takagi     | Arrows             | 29     | 2      | DNF         | 20    | 1:31,587 (29.)   |
| –    | Ralf Schumacher       | Williams-Supertec  | 28     | 1      | DNF         | 09    | 1:30,737 (22.)   |
| –    | Mika Häkkinen         | McLaren-Mercedes   | 17     | 0      | DNF         | 01    | 1:29,145 (15.)   |
| –    | Pedro de la Rosa      | Arrows             | 5      | 0      | DNF         | 18    | 1:33,328 (03.)   |
| –    | Alexander Wurz        | Benetton-Playlife  | 5      | 0      | DNF         | 17    | 1:33,337 (03.)   |
| –    | Jacques Villeneuve    | BAR-Supertec       | 0      | 0      | DNF         | 05    | –                |
| –    | Jarno Trulli          | Prost-Peugeot      | 0      | 0      | DNF         | 14    | –                |

## WM-Stände nach dem Rennen
Die ersten sechs des Rennens bekamen 10, 6, 4, 3, 2 bzw. 1 Punkt(e).

### Fahrerwertung
| Pos. | Fahrer                | Konstrukteur       | Punkte |
| ---- | --------------------- | ------------------ | ------ |
| 01   | Michael Schumacher    | Ferrari            | 16     |
| 02   | Eddie Irvine          | Ferrari            | 12     |
| 03   | Mika Häkkinen         | McLaren-Mercedes   | 10     |
| 04   | Heinz-Harald Frentzen | Jordan-Mugen-Honda | 10     |
| 05   | Ralf Schumacher       | Williams-Supertec  | 7      |
| 06   | David Coulthard       | McLaren-Mercedes   | 6      |
| 07   | Rubens Barrichello    | Stewart-Ford       | 6      |
| 08   | Giancarlo Fisichella  | Benetton-Playlife  | 5      |
| 09   | Damon Hill            | Jordan-Mugen-Honda | 3      |
| 10   | Pedro de la Rosa      | Arrows             | 1      |
| 11   | Olivier Panis         | Prost-Peugeot      | 1      |
| 12   | Jean Alesi            | Sauber-Petronas    | 1      |

| Pos. | Fahrer             | Konstrukteur      | Punkte |
| ---- | ------------------ | ----------------- | ------ |
| 13   | Toranosuke Takagi  | Arrows            | 0      |
| 14   | Alexander Wurz     | Benetton-Playlife | 0      |
| 15   | Mika Salo          | BAR-Supertec      | 0      |
| 16   | Luca Badoer        | Minardi-Ford      | 0      |
| 17   | Marc Gené          | Minardi-Ford      | 0      |
| 18   | Johnny Herbert     | Stewart-Ford      | 0      |
| 19   | Alessandro Zanardi | Williams-Supertec | 0      |
| –    | Pedro Diniz        | Sauber-Petronas   | 0      |
| –    | Jarno Trulli       | Prost-Peugeot     | 0      |
| –    | Jacques Villeneuve | BAR-Supertec      | 0      |
| –    | Ricardo Zonta      | BAR-Supertec      | 0      |
| –    | Stéphane Sarrazin  | Minardi-Ford      | 0      |

### Konstrukteurswertung
| Pos. | Konstrukteur       | Punkte |
| ---- | ------------------ | ------ |
| 01   | Ferrari            | 28     |
| 02   | McLaren-Mercedes   | 16     |
| 03   | Jordan-Mugen-Honda | 13     |
| 04   | Williams-Supertec  | 7      |
| 05   | Stewart-Ford       | 6      |
| 06   | Benetton-Playlife  | 5      |

| Pos. | Konstrukteur    | Punkte |
| ---- | --------------- | ------ |
| 07   | Arrows          | 1      |
| 08   | Prost-Peugeot   | 1      |
| 09   | Sauber-Petronas | 1      |
| 10   | BAR-Supertec    | 0      |
| 11   | Minardi-Ford    | 0      |